# Міхув (Нижньосілезьке воєводство)
Міхув (пол. Michów) — село в Польщі, у гміні Хойнув Леґницького повіту Нижньосілезького воєводства.
Населення — 171 особа (2011).
У 1975-1998 роках село належало до Легницького воєводства.

## Демографія
Демографічна структура станом на 31 березня 2011 року:
|          | Загалом | Допрацездатний вік | Працездатний вік | Постпрацездатний вік |
| -------- | ------- | ------------------ | ---------------- | -------------------- |
| Чоловіки | 93      | 22                 | 64               | 7                    |
| Жінки    | 78      | 10                 | 52               | 16                   |
| Разом    | 171     | 32                 | 116              | 23                   |